# Kaarsild
Il Kaarsild, letteralmente ponte ad arco, è un ponte pedonale che attraversa il fiume Emajõgi nella città di Tartu, in Estonia.

## Descrizione

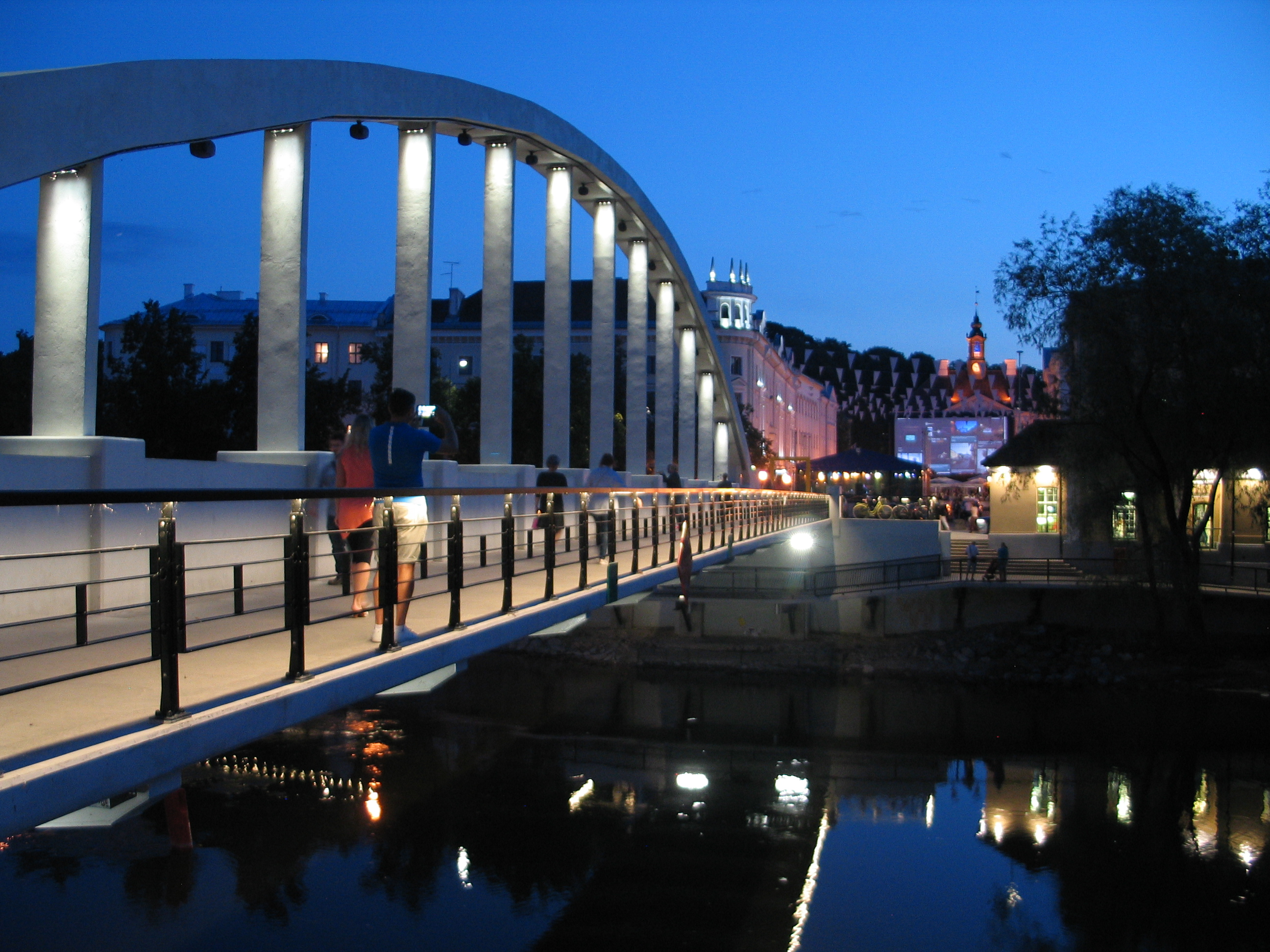
Il ponte illuminato di sera

Il ponte è stato costruito tra il 1957 e il 1959 su progetto dell'ingegnere estone Peeter Varep, sul sito del precedente Kivisild, o ponte in pietra, distrutto durante la seconda guerra mondiale. Prima del suo completamento per poter attraversare il fiume i pedoni dovevano utilizzare un servizio di barche a remi.
È caratterizzato da un grande arco in calcestruzzo armato di 57,4 metri di luce, situato al centro della carreggiata. L'arco è largo 1,08 metri e alto 8,72 metri. Ai lati dell'arco si trovano due marciapiedi pedonali, di 3,15 metri di larghezza ciascuno.

Il ponte è stato completamente ristrutturato nel 2017, con una spesa di circa 778 000 euro. È stato inoltre dotato di un impianto di illuminazione in grado di eseguire giochi di luce accompagnati da motivi musicali.
Nel 2018 le poste estoni hanno emesso un francobollo raffigurante il Kaarsild per l'annuale emissione della serie Europa.